# زمین‌لرزه اکتبر ۱۹۴۴ ترکیه
زمین‌لرزه ترکیه  در تاریخ ۶ اکتبر ۱۹۴۴ میلادی، برابر با ‎۱۴ مهر ۱۳۲۳، ساعت ۲۱:۳۴:۰۰ به زمان یوتی‌سی در ترکیه رخ داد. بزرگی آن ۶٫۸ در مقیاس Ms اعلام شده‌است. زمین‌لرزه به وقت محلی در روز جمعه، ساعت ۲۳ روی داده و منطقه زمانی آن یوتی‌سی +۲ بوده‌است (با لحاظ تغییر ساعت تابستانی).
سازمان زمین‌شناسی آمریکا نیز جای این زمین‌لرزه را در مختصات ۳۹°۲۴′شمالی ۲۶°۴۲′شرقی / ۳۹٫۴°شمالی ۲۶٫۷°شرقی و بزرگی آنرا برابر با ۷٫۲ در مقیاس ریشتر اعلام کرده‌است. 
شمار کشتگان زلزله حدود ۳۰ نفر بوده‌است.